# Magnus III di Norvegia
Magnus III Olafsson detto lo Scalzo (in norreno Magnús Óláfsson berfœttr, in norvegese Magnus Olavsson Berrføtt; Norvegia, 1073 circa – Ulster, 24 agosto 1103) fu re di Norvegia dal 1093 al 1103 e re dell'Isola di Man dal 1099 al 1102.
Il suo soprannome, lo Scalzo, è comunemente considerato proveniente dal suo modo di vestire in stile gaelico, lasciando la parte inferiore delle gambe scoperta - questo abito scozzese è il precursore dei noti kilt. Secondo un'altra teoria, prese questo soprannome per la sua abitudine di camminare scalzo, seguendo l'abitudine scozzese. Il suo regno fu contraddistinto da una serie di campagne di conquista che si diressero soprattutto verso le Isole britanniche e riuscì a conquistare il Regno dell'isola di Man e quello di Dublino.
In quanto figlio di Olaf Kyrre, Magnus venne incoronato re nel sud-est del paese poco dopo la morte del padre nel 1093, mentre nel nord la sua ascesa al potere venne contestata dal cugino, figlio di suo zio Magnus II, Haakon Magnusson. I due governarono insieme, con una certa difficoltà, fino alla morte di Haakon, avvenuta attorno al 1094. Alcuni nobili contestarono ancora la sua elezione a re, ma Magnus soppresse presto ogni rivolta interna, una volta assestata la propria posizione si dedicò alla conquista dell'ovest attraversando più volte il Mare d'Irlanda fra il 1098 e il 1099. In quegli anni razziò le Isole Orcadi, le Isole Ebridi e l'Isola di Man e si assicurò il controllo su quelle isole grazie a un trattato con il re di Scozia. Facendo base a Man si diresse quindi verso il Galles dove, per un breve periodo, ebbe anche il controllo del Regno di Gwynedd, dopo che ebbe respinto i Normanni.
Tornato in patria diresse i propri progetti di conquista verso i territori di confine con la Svezia di Dalsland e Västergötland, ne seguì una serie di inutili schermaglie tanto che il re di Danimarca Eric I di Danimarca spinse perché i tre re scandinavi, di Svezia, Danimarca e Norvegia, iniziassero una serie di trattati di pace per evitare che il conflitto diventasse una rivolta. Nel 1101 Magnus accettò un accordo di pace con il re di Svezia Ingold I di Svezia acconsentendo a sposarne la figlia Margareta Fredkulla, in cambio la ragazza avrebbe portato il Dalsland come parte della propria dote. Nel 1102 Magnus ottenne il controllo su una parte dell'Irlanda, grazie alla propria alleanza con Muircheartach Ua Briain, Re del Munster, egli ebbe la sovranità sul Regno di Dublino. L'anno dopo, in circostanze poco chiare, Magnus morì in un'imboscata degli Ulaid mentre tentava di mettere insieme le provviste necessarie per tornare in patria. Con la sua morte si persero gran parte delle sue conquiste territoriali.

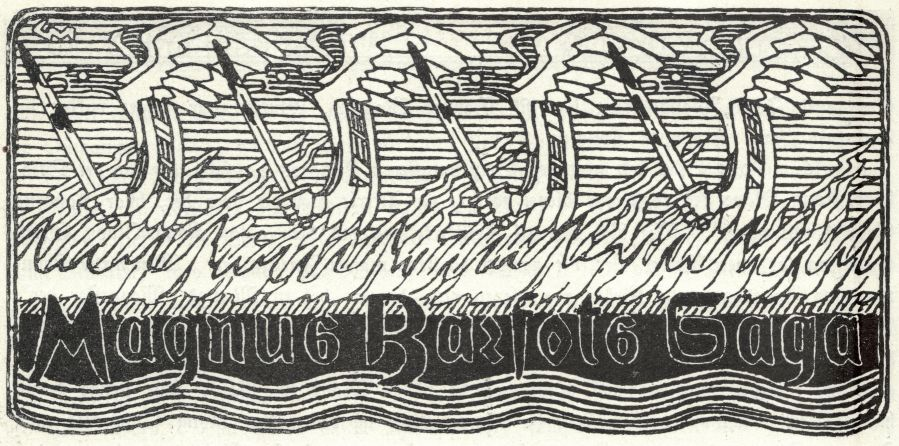
Frontespizio della saga di Magnus Barefoot (Illustrazione di Gerhard Munthe)

## La famiglia e le fonti
Il più grande corpo di informazioni esistente su Magnus è costituito dalle Saghe e cronache norvegesi che si cominciarono a scrivere nel XII secolo. Le fonti più importanti accessibili ancora oggi sono la Historia de Antiquitate Regum Norwagiensium di Theodoricus monachus, composta fra il 1177 e il 1188, l'anonima Ágrip af Nóregskonungasögum, dello stesso periodo e le saghe islandesi Heimskringla di Snorri Sturluson e le anonime Morkinskinna e Fagrskinna datate intorno al 1220. Le saghe posteriori sono più ricche di dettagli, ma sono anche considerate le meno attendibili, per quanto riguarda le sue campagne di conquista nelle Isole britanniche i particolari su di esse sono tratti da cronache locali, alcune anche coeve.
Magnus nacque alla fine del 1073 da Olaf Kyrre e se l'identità del padre è certa, quella della madre lo è molto meno. Le saghe di Morkinskinna e Fagrskinna le danno il nome di Tora Arnesdatter, figlia di un altrimenti sconosciuto Arne Låge, le saghe Heimskringla, Hulda-Hrokkinskinna e Hryggjarstykki le danno invece il nome di Tora Joansdatter, mentre la cronaca di Sunnmørsættlegga la battezza come Rognvaldsdatter cioè figlia di Rognvald, nella fattispecie Rögnvald Brusason (morto 1046). In merito a queste ipotesi gli storici sono fra di loro equamente divisi.
Magnus crebbe nello hird, il seguito reale di suo padre presso Nidaros che al tempo era, di fatto, la capitale della Norvegia e suo tutore in quegli anni fu Tore Ingeridsson, che era cugino di suo padre. Già in gioventù, Magnus mostrò di avere il carattere incline alla guerra proprio del nonno Harald III di Norvegia, piuttosto che quello del padre il cui cognome Kyrre voleva dire pacifico. Magnus era anche considerato piuttosto intelligente e di bell'aspetto e benché fosse più basso dell'illustre nonno era comunque considerato alto.

## Le lotte interne
Durante il regno di suo padre Olaf il paese aveva conosciuto un lungo periodo di pace ed è possibile che Magnus fosse presente a Ranrike quando suo padre morì nel settembre 1093 e probabilmente venne proclamato re dal Thing già il mese seguente. Al momento della sua salita al trono Magnus aveva già costruito una rete di sostegno nell'aristocrazia norvegese e, benché i documenti riguardo al suo primo anno di regno siano talvolta poco chiari, pare che la sua concentrazione fosse rivolta ad ovest, verso le Isole britanniche. Il dominio di quelle parti delle Isole britanniche ancora sotto il controllo norvegese era precipitato nel caos dopo la morte di Thorfinn Sigurdsson il che diede a Magnus la possibilità di farsi coinvolgere nelle locali lotte per il potere. Secondo alcune fonti la prima spedizione avvenne fra il 1093 e il 1094 quando aiutò Donald III di Scozia a conquistare il trono ricevendo probabilmente in cambio il controllo delle Ebridi Esterne . Se questa spedizione ebbe comunque mai luogo o meno è ancora oggetto di dibattito dal momento che le fonti più antiche e le saghe non ne fanno oggetto di riferimenti diretti.
Magnus non fu per altro un re incontestato, dal momento che anche suo cugino Haakon Magnusson reclamava la corona. Questi era infatti il figlio Magnus II di Norvegia, il quale aveva brevemente regnato con suo fratello Olaf, malgrado fosse rimasto solo sul trono alla sua morte, avvenuta nel 1069. I thing della Norvegia centrale, come quello di Trøndelag, lo proclamarono re e, secondo alcuni storici, egli giunse ad avere sotto il proprio controllo tutte le terre appartenute al dominio paterno come le terre di Hålogaland, nel nord, e nel Vestlandet, situata a occidente. Haakon si assicurò l'appoggio dei nobili assumendo su di sé parte del carico di tasse e doveri che dovevano corrispondere alla corona, mentre Magnus perseguì politiche alquanto costose e chiese un allungamento del servizio militare.
I due si trovarono di fatto a regnare congiuntamente, e mentre Magnus prese residenza a Nidaros per trascorrervi l'inverno 1094-1095, Haakon andò fino in città prendendo dimora nella vecchia residenza reale. I rapporti fra i due divennero sempre più tesi e un giorno Haakon vide le navi del cugino, completamente attrezzate, che navigavano al largo della costa. Immediatamente egli convocò il thing di Trøndelag costringendo Magnus a navigare verso sud e Haakon provò a inseguirlo via terra, passando per la catena montuosa di Dovrefjell, ma la morte lo colse improvvisamente durante il viaggio nel febbraio 1095.
L'uomo che era stato dietro Haakon era il suo padre adottivo Tore Tordsson che si rifiutò di riconoscere Magnus quale legittimo re anche dopo la morte del figliastro. Egli, insieme a Egil Aslaksson ed altri nobili dispose di mettere sul trono lo sconosciuto Sweyn Haraldsson. A lungo si è creduto che questo Sweyn fosse un nobile di origine danese, mentre ora si tende a classificarlo come uno dei numerosi figli illegittimi di Harald III di Norvegia. La base della rivolta si collocò nei dintorni di Oslo, tuttavia essa trovò consensi anche in altri nobili provenienti da altre zone del paese. Dopo qualche settimana di combattimenti Magnus prese Tore e i suoi sostenitori e li giustiziò nell'isola di Vambarholm facente parte delle Isole Lofoten. Secondo le testimonianze Magnus si infuriò per non aver potuto salvare Egil che si sarebbe potuto rivelare un giovane pieno di risorse, in quanto re egli poteva concedere il perdono solo se un nobile lo pregava per un altro, cosa che non avvenne. L'ultima disputa interna Magnus la ebbe con Sveinke Steinarsson che, se aveva l'indubbio vantaggio di contenere la pirateria, si rifiutava comunque di riconoscerlo come re. Egli venne quindi esiliato per un periodo di tre anni durante la quale la pirateria rifiorì, forse su suo stesso impulso, i due infine si incontrarono nel territorio danese di Halland e Magnus perdonò Sveinke che da quel momento divenne un suo fedele sostenitore.

## Signore delle Isole
Magnus tentò anche di ricostruire il predominio norvegese all'Ovest e nel Mare d'Irlanda e il primo tentativo fu quello di mettere a capo delle Ebridi esterne un proprio re vassallo, Ingemund, che venne però ucciso in una rivolta nel 1097. Non è affatto chiaro quale fosse l'intento ultimo di Magnus e gli storici moderni tendono, per altro, a minimizzarne i fini. Il cronacotecario Guglielmo di Malmesbury credeva che il vero scopo di Magnus fosse quello di prendere il trono di Guglielmo II d'Inghilterra così come aveva voluto fare suo nonno anni addietro. Alcuni storici credono che egli volesse costruire un impero che comprendesse anche la Scozia e l'Irlanda mentre altri sono dell'avviso che volesse soltanto limitarsi a consolidare il proprio dominio sulle comunità norvegesi sparse nel mare d'Irlanda. Se è possibile che la scintilla della spedizione sia stata accesa dalla morte di Ingemund la Saga degli uomini delle Orcadi assumono invece che egli venne persuaso da Haakon Paulsson, figlio del conte delle Orcadi, che voleva il contado per sé. È anche possibile che Magnus stesse anche tentando di trovare un regno per suo figlio Sigurd, portato con sé nella spedizione. In ogni caso nel 1098 partì con una nutrita flotta alla volta delle Isole Orcadi e una volta giunto a destinazione egli spedì i conti Paul ed Erlend Thorfinnsson (entrambi morti dopo il 1098) in Norvegia quali prigionieri. Quanto ai loro figli Haakon Paulsson, Magnus Erlendsson ed Erling Erlendsson furono presi come ostaggi e il nuovo conte delle Orcadi fu suo figlio Sigurd di soli otto anni.
Subito dopo Magnus si diresse in Scozia, nelle Ebridi esterne e a Lewis e Harris compiendo razzie lungo il cammino, poiché la resistenza che trovò fu minima egli continuò i propri saccheggi a Uist, Skye, Tiree, Mull e Islay spingendosi fino a Iona che tuttavia non venne razziata. Da lì si diresse in Irlanda dove subì delle pesanti perdite in termini di navi e uomini nell'Ulster dirigendosi quindi all'Isola di Man dove il conte Óttar cadde a seguito di una violenta battaglia e nello stesso periodo egli riuscì a scacciare o catturare Lagmann mac Gofraid Re di Man. L'isola di Man cadde dunque sotto il dominio norvegese e Magnus e i suoi uomini vi si trattennero per diverso tempo che venne speso per organizzare delle migrazioni dalla Norvegia e per la (ri)costruzione di fortezze e case per le quali venne impiegato del legno proveniente da Galloway il che implica che almeno una parte di quella regione era stata a sua volta conquistata.
Magnus poteva a quel punto mirare all'Irlanda se non che dovette accorgersi di dover rallentare quando fu avvicinato da Gruffydd ap Cynan, del Regno di Gwynedd, che era stato costretto a riparare in Irlanda a causa dei conti normanni Ugo d'Avranches e Hugh di Montgomery, II conte di Shrewsbury (morto 1098). Secondo Orderico Vitale Magnus si diresse con sei navi verso Anglesey, al largo di Puffin Island, interrompendo la cerimonia di vittoria che i normmani stavano tenendo a seguito della sconfitta di Gruffydd e giungendo in un momento davvero assai opportuno anche se non è certo che egli volesse schierarsi dalla parte dei gallesi. La battaglia che ne seguì, e che si tenne nel giugno del 1098, fu uno degli eventi meglio documentati del regno di Magnus, Hugh di Montgomery venne ucciso da una freccia e i normanni furono sonoramente sconfittiCanuto IV di Danimarca.
Le fonti comunque attestano che egli rimpianse l'azione compiuta quando seppe il nome della vittima più illustre segno che forse poteva volere un'alleanza con i normanni, da lì egli comunque tornò a Man improvvisamente come era arrivato lasciando i normanni indeboliti e fiacchi. Dopo questa battaglia Anglesey venne considerato come il più meridionale degli avamposti norvegesi, tuttavia ben presto Gruffydd tornò in patria e si premurò di ricoprire Magnus di onori e doni segno che forse il Gwynedd aveva accettato di sottomettersi a lui. Intanto l'estensione dei domini di Magnus cominciava a innervosire gli inglesi che forse ricordavano la tentata invasione di suo nonno Harald III, la guerra combattuta con Sweyn II di Danimarca e la minacciata invasione di Canuto IV di Danimarca.
Intanto in Scozia continuava la guerra fra i re rivali nonostante Edgar di Scozia fosse riuscito ad ottenere un leggero vantaggio e forse fu per evitare uno scontro con Magnus che avrebbe dovuto affrontare in condizioni di pesante svantaggio che, secondo le saghe, egli gli propose la pace in cambio della sua rinuncia ad ogni pretesa scozzese sulle isole ad ovest della Scozia. A questo punto il dominio di Magnus sulle isole era pressoché completo ed egli passò parte di quell'inverno nelle Ebridi continuando a fortificarle mentre molti dei suoi uomini tornarono in patria. Fu in quel periodo che si cominciò a parlare di un suo matrimonio con Matilde di Scozia, figlia di Malcolm III di Scozia, le nozze comunque non ebbero mai luogo. L'estate successiva Magnus tornò a casa lasciando dietro di sé un largo dominio anche se molte delle isole erano sotto il controllo norvegese solo di nome.

## La campagna di Svezia
Tornato in Norvegia egli volse la sua attenzione verso est e facendo leva su antichi confini che dovevano separare Norvegia e Svezia si preparò a conquistare le province di Dalsland e Västergötland nel tardo 1099. Secondo il suo punto di vista il confine avrebbe dovuto essere spostato a est del fiume Göta älv ed egli reclamò per sé anche le terre poste ad occidente del lago Vänern. Ingold I di Svezia rifiutò le sue pretese e Magnus si preparò a rispondere cominciando a razziare tutti i villaggi che trovò sulla via, mentre Ingold metteva insieme un esercito. Quando Magnus venne informato che era meglio ritirarsi rifiutò poiché egli credeva che una campagna, una volta iniziata, non poteva essere abortita. In un attacco a sorpresa sferrato durante la notte ad est del Göta älv, non lontano da Lilla Edet, egli sconfisse gli svedesi e conquistò buona parte del Västergötland. Magnus fece quindi costruire una fortezza di legno circondata da un fossato sull'isola di Kållandsö, nel lago Vänern lasciandovi 300 uomini di guardia prima di fare ritorno in Norvegia.
Secondo alcuni storici quegli uomini si macchiarono di una certa arroganza assai poco professionale nata forse a seguito dei numerosi successi militari avuti sotto la guida di Magnus e insultarono ripetutamente Ingold per il tempo che ci stava mettendo per raggiungerli. Quando giunse l'inverno il lago si ghiacciò ed Ingold arrivò con 3.000 uomini e nonostante egli avesse offerto loro più volte di poter tornare a casa incolumi con tutti i loro beni il capo della guarnigione decise di non accettare. Alla fine Ingold ordinò di attaccare e bruciare il forte. Gli uomini superstiti vennero risparmiati e, benché umiliati dopo essere stati sferzati con dei bastoni mentre abbandonavano il forte, venne loro permesso di tornare a casa.
Magnus si risentì parecchio per l'affronto subito e l'anno dopo tornò in Svezia riconquistando le stesse terre di prima, nel corso della campagna lui e i suoi uomini caddero in un'imboscata che li costrinse a tornare a casa dopo aver subito pesanti perdite. La guerra continuò fino al 1101 finché Eric I di Danimarca, preoccupato che il conflitto si estendesse ulteriormente, iniziò dei colloqui di pace fra i due sovrani. La relazione fra Norvegia e Danimarca era ancora tesa dopo che Magnus era entrato nello Halland nel 1096 ed Eric temeva che il conflitto si riversasse di nuovo nelle sue terre. I tre sovrani alla fine si accordarono sul mantenere i loro confini così com'erano stati al tempo dei loro antenati e per suggellare l'accordo Magnus sposò la figlia di Ingold Margareta Fredkulla che portò in dote le terre che egli aveva reclamato come sue. I due non ebbero figli e alla morte di Magnus esse ritornarono alla Svezia.

## La morte in Irlanda
Attorno al 1102 Magnus partì alla volta dell'Irlanda con un numero di uomini e mezzi superiore a quello usato in ogni altra precedente campagna e due dei più grandi problemi che dovette affrontare furono il gran numero di piccoli re e le numerose alleanze che collegavano fra loro i nobili dell'isola. Egli fece base a Man e ricevette numerosi rifornimenti anche dalle Orcadi e presto Magnus andò ai ferri corti con il re del Munster e, per quanto contestato re supremo d'Irlanda Muircheartach Ua Briain che era già per altro in lotta con il suo principale rivale Domnall Ua Lochlainn.
È possibile per altro che egli già l'anno prima avesse tastato il terreno poiché degli ignoti marinai avevano razziato l'isola di Scattery che di Muircheartach era la base. Le fonti asseriscono che quando Magnus arrivò a Man si accordò con gli irlandesi per un anno di pace, il che suggerisce che ci fosse già dell'inimicizia giacché questi sono espedienti diplomatici usati solitamente fra parti in guerra. Parte di quell'accordo fu il matrimonio fra il figlio di Magnus, Sigurd, con Blathmin Ní Briain (floruit 1103), figlia di Muircheartach. Nel giorno delle nozze Magnus nominò il figlio quale suo "co-sovrano" e gli riconobbe il controllo delle terre situate ad Ovest, mentre dal canto suo Muircheartach riconobbe il controllo di Magnus sul Regno di Dublino e di Fingal.
Nello stesso periodo Muircheartach diede in sposa la figlia Lafracoth ad Arnulf di Montgomery (1068 circa-dal 1118 al 1122), fratello di quell'Hugh che Magnus aveva ucciso nel 1098.
Intanto la saga di Morkinskinna cita un cavaliere straniero di nome Giffarðr che apparve alla corte di Magnus poco prima della sua campagna contro la Svezia e secondo alcuni storici quella è la prova che egli cospirò con il conte normanno Walter Giffard, I conte di Buckingham (morto 1102), o un membro della sua famiglia, nella rivolta che si tenne in quel periodo ai danni di Enrico I d'Inghilterra. In più, secondo Orderico Vitale, alla morte di Magnus venne confiscato un ricco tesoro che egli aveva lasciato a un cittadino di Lincoln (Regno Unito), tesoro che sembra essere stato pagato a Magnus dai normanni in cambio del suo supporto. Tale somma avrebbe potuto finanziare le campagne militari che stava allora sostenendo e che non erano affatto popolari fra i norvegesi.
Per quanto riguarda Muircheartach egli doveva per forza tenere fede al proprio patto con Magnus se voleva provocare la caduta del rivale Domnall, i due fecero insieme diverse spedizioni dopo l'accordo di pace, spedizioni che vennero interrotte solo per l'arrivo dell'inverno fra il 1102 e il 1103. Le fonti antiche affermano che Magnus svernò nel Connacht, ma questi non faceva parte del regno di Muircheartach e gli storici moderni tendono a credere che egli si fermò in realtà nel Munster. I due rimasero alleati sia nelle campagne contro Domnall che in quelle contro Cenél nEógain nel 1103, ma, al contrario delle fonti norvegesi, quelle irlandesi non descrivono tali campagne come un successo. Il 5 agosto 1103 Muircheartach tentò inutilemente di sottomettere Domnall alla battaglia di Mag Coba, Magnus non vi prese parte, ma i suoi uomini combatterono al fianco di quelli di Muircheartach. Tanto più Magnus s'avvicinava al suo progetto d'avere l'Irlanda tanto più, a rigor di logica, Muircheartach, avrebbe dovuto volerlo fuori dalla sua strada, secondo le saghe di Morkinskinna ed Heimskringla i due s'accordarono che avrebbe dovuto essere Muircheartach a portare a Magnus il necessario per poter tornare in Norvegia, ma poiché le cose andavano oltre il tempo concordato egli cominciò a divenire sospettoso e a temere che l'alleato progettasse di attaccarlo.
Il 24 agosto 1103 Magnus e i suoi uomini s'avventrarono nell'entroterra per cercare Muircheartach e i suoi uomini, è possibile che Magnus e i suoi abbiano fatto un attracco incauto nel tentativo di rifornirsi di vettovaglie e che gli Ulaid li abbiano scambiati per razziatori delle Ebridi. D'altronde è anche possibile che Muircheartach avesse loro ordinato di tendere un'imboscata a Magnus. Le fonti asseriscono che l'attacco fu repentino e che Magnus e i suoi non erano in assetto di guerra, egli cercò di mantenere l'ordine cercando di portare parte del suo esercito su un terreno sicuro da dove scagliare frecce sugli irlandesi. Nel corso dello scontro egli venne dapprima ferito a una gamba e poi finito con un colpo d'ascia.
Se Magnus venne forse tradito da Muircheartach venne di certo da tradito da parte del suo esercito, in particolare dagli uomini di Torgrim Skinnluve che corsero alle navi nel corso della battaglia. Non si sa dietro quel gesto non ci fosse la mano dell'aristocrazia norvegese che voleva che Magnus liberasse il trono. Morto lui suo figlio Sigurd lasciò le Isole lasciando dietro di sé la giovane moglie e perdendo il controllo diretto sulle isole che, anche se rimasero comunque sotto la corona di Norvegia, non videro più un altro re norvegese per altri 150 anni.

## Matrimonio e figli
Magnus III di Norvegia sposò nel 1101 Margareta di Svezia, figlia del re di Svezia Ingold I, ma da questo matrimonio non nacquero figli. Egli aveva avuto precedentemente diverse concubine dalle quali ebbe almeno tre figli maschi e due femmine:
- Øystein I (1088 – 1123), figlio d'una concubina sconosciuta;
- Sigurd I Jorsalafar, detto il Crociato (1090 – 1130), figlio della concubina Thora; fu re di Norvegia (con i fratelli Eystein e Olaf) dal 1103 alla morte;
- Olaf IV Magnusson (1099 – 1115),[10] figlio di Sigrid Saxesdatter
- Harald (1100 c.a. – 1136), figlio putativo di un'irlandese, re di Norvegia dal 1130 alla morte;.
- Sigurd (†1139), autoproclamatosi figlio putativo e pretendente al trono;
- Raghnild, andata sposa ad Harald Kesja (†1135), principe di Danimarca.
- Thora (†1135), andata sposa a Loft Sämundsson d'Odde in Islanda;
- Ingegerd, andata sposa ad Hakon Klo delle Orcadi.

## Ascendenza
|                        |   |                           | Genitori            |  |  | Nonni |  |  | Bisnonni   |  |  | Trisnonni |  |
|                        |   |                           |                     |  |  |       |  |  | Sigurd Syr |  |  | …         |  |
|                        |   |                           |                     |  |  |       |  |  | Sigurd Syr |  |  | …         |  |
|                        |   | …                         |                     |  |  |       |  |  | Sigurd Syr |  |  |           |  |
| Harald III di Norvegia |   |                           |                     |  |  |       |  |  | Sigurd Syr |  |  |           |  |
|                        |   | Åsta Gudbrandsdatter      | Erling Skjalgsson   |  |  |       |  |  |            |  |  |           |  |
|                        |   | Åsta Gudbrandsdatter      | Erling Skjalgsson   |  |  |       |  |  |            |  |  |           |  |
|                        |   | Åsta Gudbrandsdatter      | Astrid Eiriksdatter |  |  |       |  |  |            |  |  |           |  |
| Olaf III di Norvegia   |   | Åsta Gudbrandsdatter      |                     |  |  |       |  |  |            |  |  |           |  |
|                        |   | Torberg Arnesson di Giske | …                   |  |  |       |  |  |            |  |  |           |  |
|                        |   | Torberg Arnesson di Giske | …                   |  |  |       |  |  |            |  |  |           |  |
|                        |   | Torberg Arnesson di Giske | …                   |  |  |       |  |  |            |  |  |           |  |
| Tora Torbergsdatter    |   | Torberg Arnesson di Giske |                     |  |  |       |  |  |            |  |  |           |  |
|                        |   | Ragnhild Erlingsdatter    | …                   |  |  |       |  |  |            |  |  |           |  |
|                        |   | Ragnhild Erlingsdatter    | …                   |  |  |       |  |  |            |  |  |           |  |
|                        |   | Ragnhild Erlingsdatter    | …                   |  |  |       |  |  |            |  |  |           |  |
| Magnus III di Norvegia |   | Ragnhild Erlingsdatter    |                     |  |  |       |  |  |            |  |  |           |  |
|                        | … | …                         |                     |  |  |       |  |  |            |  |  |           |  |
|                        | … | …                         |                     |  |  |       |  |  |            |  |  |           |  |
|                        | … | …                         |                     |  |  |       |  |  |            |  |  |           |  |
| …                      | … |                           |                     |  |  |       |  |  |            |  |  |           |  |
|                        |   | …                         | …                   |  |  |       |  |  |            |  |  |           |  |
|                        |   | …                         | …                   |  |  |       |  |  |            |  |  |           |  |
|                        |   | …                         | …                   |  |  |       |  |  |            |  |  |           |  |
| …                      |   | …                         |                     |  |  |       |  |  |            |  |  |           |  |
|                        |   | …                         | …                   |  |  |       |  |  |            |  |  |           |  |
|                        |   | …                         | …                   |  |  |       |  |  |            |  |  |           |  |
|                        |   | …                         | …                   |  |  |       |  |  |            |  |  |           |  |
| …                      |   | …                         |                     |  |  |       |  |  |            |  |  |           |  |
|                        |   | …                         | …                   |  |  |       |  |  |            |  |  |           |  |
|                        |   | …                         | …                   |  |  |       |  |  |            |  |  |           |  |
|                        |   | …                         | …                   |  |  |       |  |  |            |  |  |           |  |
|                        |   | …                         |                     |  |  |       |  |  |            |  |  |           |  |